# Blutzbrüdaz
Pour plus de détails, voir Fiche technique et Distribution.
Blutzbrüdaz (en argot allemand Frères de sang) est un film  allemand réalisé par Özgür Yıldırım (de) sorti en 2011.

## Synopsis
Otis et Eddy sont les meilleurs amis. Dans leurs vies privées, tous deux, constamment fauchés, passent le temps à rapper. Lorsqu'ils ne peuvent plus entrer dans un club, ils s'introduisent par la fenêtre pour participer à un battle. Mais avant qu’Otis ne puisse même dire un mot, ils sont expulsés. Finalement ils attendent devant le club; Ils interceptent l'organisateur Fusco et lui rappent quelque chose. Fusco est impressionné, mais demande une démo. Otis se retrouve finalement avec DJ Desue, qui entame une séance d'entraînement avec eux deux. Même si les rimes et le flow sont bons, les raps ne sont pas aussi bons. Ils supposent que cela est dû à un microphone de qualité inférieure, mais ils n'ont pas les moyens d'en acheter un meilleur. Otis s'approche d'abord de sa petite amie Suzy, qui ne peut lui prêter que 10 marks. Ensuite, Adal, l'ami petit délinquant d'Otis, l'invite à une fête où le promoteur de Sony, Facher, et son assistante Jasmin sont également présents. Cependant, les deux suggèrent que les jeunes rappeurs rappent mieux en anglais. Enfin, Adal dit se procurer un micro. Il s'avère qu'il veut en voler un avec eux.
Après la première session d'enregistrement, les cassettes se vendent comme des petits pains dans le magasin de disques de Fusco. Ils se donnent le nom de Blutzbrüdaz. Fusco se propose comme manager et leur offre un concert à Brunswick. Jasmin et Facher sont également présents au concert, qui suscité l'enthousiasme du public. Facher leur propose un contrat à tous les deux. Contre la volonté de leur manager et sous l'impulsion d'Eddy, ils acceptent. Le premier single se fait au détriment direct de la liberté artistique. Les deux sont amenés à former une accroche chantée. Lorsque le single sort de l'usine de pressage, les rimes d'Otis ont été remplacées par celles d'Eddy. Otis commence à avoir des doutes quant à savoir si la décision était la bonne. Il continue cependant de faire bonne figure pour ne pas poignarder son ami Eddy dans le dos et pouvoir enfin offrir quelque chose à sa petite amie. Cependant, un scandale survient lors d'une émission de télévision : au lieu de deux chansons, les Blutzbrüdaz ne sont censés rapper qu'une seule chanson, à savoir celle avec le chant d'Eddy. Lorsque leur apparition est annoncée sous le nom d'Eddy et les Blutzbrüdaz, Otis en a assez et s'en va. Jasmin parvient de justesse à l'empêcher d'attaquer Facher. À la maison, sa petite amie le jette dehors et, de colère, il se casse le pied. Alors que la carrière d'Eddy décolle, Otis est au plus bas.
Adal parvient enfin à emprunter 20 000 marks et devient désormais le manager d'Otis. Otis retourne avec Fusco, les deux créent leur propre studio d'enregistrement. Otis écrit des chansons comme un fou sur son amitié perdue avec Eddy. On dit que ces pistes dissidentes sont "la prochaine grande chose". Adal commence une campagne de guérilla marketing. Les affiches d'Eddy annonçant son premier album sont rapidement collées. Tout semble bien se passer jusqu'à ce qu'Adal provoque un accident de voiture et que le conducteur impliqué appelle la police. Otis est censé s'enfuir avec la cocaïne dans la voiture, mais il refuse. Ils quittent tous les deux les lieux de l'accident. Mais Adal a perdu encore plus de cocaïne cachée dans la voiture et veut maintenant récupérer son argent auprès d'Otis. Alors qu'il joue des disques avec Fusco, Adal tente de l'attraper, mais avec l'aide de Jasmin, qui se trouve en visite au club, Otis parvient à s'échapper. Otis apprend qu'elle ne travaille plus pour Facher et que les deux couchent ensemble. Mais Adal n'abandonne pas, il s'introduit dans le studio d'enregistrement et vend la Mastertape à Facher. Il présente également à Otis le contrat qu'Otis a signé : Facher possède tous les morceaux d'Otis pendant deux ans. Otis décide alors de s'en prendre à Facher : il met en ligne tous ses morceaux sur Internet et les propose gratuitement. Il va voir ensuite le concert d'Eddy, monte sur scène et rappe un morceau dissident qui finalement ridiculise Eddy. Eddy quitte le club, mais rend d'abord hommage à Otis avec son ancienne poignée de main.

## Fiche technique
- Titre original allemand : Blutzbrüdaz
- Réalisation : Özgür Yıldırım (de)
- Scénario : Nicholas J. Schofield, Jan Ehlert
- Musique : Sven Helbig (de)
- Direction artistique : Carola Gauster
- Costumes : Silke Sommer (de)
- Photographie : Matthias Bolliger (de)
- Son : Andreas Hildebrandt
- Montage : Sebastian Thümler (de)
- Production : Fatih Akin, Oliver Berben, Klaus Maeck
- Société de production : Corazón International, Constantin Film
- Société de distribution : Constantin Film Verleih
- Pays d'origine :  Allemagne
- Langue : allemand
- Format : Couleurs - 1,85:1 - Dolby - 35 mm
- Genre : Comédie
- Durée : 95 minutes
- Dates de sortie :
  -  Allemagne : 29 décembre 2011.
  -  Suisse : 29 décembre 2011.

## Distribution
- Sido : Otis
- B-Tight : Eddy
- Milton Welsh (de) : Fusco
- Claudia Eisinger : Jasmin
- Tim Wilde (de) : Facher
- Alwara Höfels (de) : Suzy Huber
- Alpa Gun (de) : Adal
- Damion Davis (de) : Philip
- Tony D (de) : DJ Aziz
- DJ Desue (de) : DJ Desue
- Jessica McIntyre (de) : la chanteuse
- Martina Ysker (de) : l'employé de l'agence de voyages
- Liquit Walker (de) : Marco B
- G-Fu : les adversaires de la battle
- Patrice Bouédibéla : lui-même
- Mario Barth : le prisonnier
- Sebastian Schwarz (de) : l'assistant scénique
- Timo Dierkes (de) : le commerçant

## Production
La comédie est tournée entre le 13 février et le 5 avril 2011 à Berlin et ses environs.

## Box-office
En Allemagne, Blutzbrüdaz enregistre 128 139 spectateurs à l'issue de son premier week-end de projections ; y compris les avant-premières, 154 699 spectateurs. Avec un total de 115 453 spectateurs en seulement trois jours, la comédie se classe 43e des productions allemandes les plus regardées de 2011. Le film attire 413 381 spectateurs supplémentaires en 2012. Blutzbrüdaz se classe 18e dans le classement national des spectateurs de 2012. L'audience totale est de 528 834.